# العلاية (كحلان الشرف)

تعديل مصدري - تعديل

العلاية هي إحدى قرى عزلة بنى كعب بمديرية كحلان الشرف التابعة لمحافظة حجة، بلغ تعداد سكانها 1444 نسمة حسب تعداد اليمن لعام 2004.